# Piro Milkani
Piro Milkani, född 9 december 1939 i Korça i Korçë distrikt, död 24 maj 2025 i Tirana, var en albansk filmregissör.
Piro Milkani utbildades vid Akademin för de sköna konsterna i Prag i Tjeckoslovakien. 1999 utnämndes han till ambassadör vid den albanska ambassaden i Tjeckien. Piro Milkani var även producent av flera albanska filmer.